# Canton de Marseille-Montolivet
Pour les articles homonymes, voir Montolivet (homonymie).
Le canton de Marseille Montolivet est une ancienne division administrative française située dans le département des Bouches-du-Rhône, dans l'arrondissement de Marseille. Ancien canton de Marseille X

## Composition
Le canton de Marseille-Montolivet se composait d’une fraction de la commune de Marseille. Il comptait 34 274 habitants (population municipale) au 1er janvier 2012.
| Nom                   | Code Insee | Intercommunalité                   | Population (dernière pop. légale)                |
| --------------------- | ---------- | ---------------------------------- | ------------------------------------------------ |
| Marseille (chef-lieu) | 13055      | Métropole d'Aix-Marseille-Provence | Fraction : 34 274(2012) Commune : 862 211 (2016) |

Quartiers de Marseille inclus dans le canton (partie du 12e arrondissement) :
- Montolivet
- Saint-Julien
- Saint-Jean du Désert
- Saint-Barnabé
- Bois Luzy
- Petit Bosquet
- Beaumont
- La Fourragère

## Histoire
Canton créé en 1901  (partie de l'ancien 7e canton).

## Représentation

### Conseillers généraux de 1901 à 2015
| Période      | Période                   | Identité                    | Étiquette         | Qualité |
| ------------ | ------------------------- | --------------------------- | ----------------- | --- |
| 1901         | 1905                      | Honoré Fach                 | Républicain       | Econome de l'asile d'aliénés Conseiller municipal de Marseille |
| 1905         | 1911 (démission)          | Raymond Cayol               | Républicain       | Employé de commerce |
| 1911         | 1919                      | Joseph Vidal                | Modéré            | Commerçant en vins Adjoint au Maire de Marseille (1902-1919) |
| 1919         | 1922                      | Marius Latière (1869-1928)  | SFIO puis PC-SFIC | Industriel et négociant en bois |
| 1922         | 1928                      | Joseph Vidal                | Modéré            | Commerçant en vins Député (1924-1936) |
| 1928         | 1934                      | Ernest Rouvier (1884-1941)  | PRS               | Directeur des hospices de Marseille, conseiller d'arrondissement |
| 1934         | 1940                      | Marcel Grand                | URD               | Courtier maritime à Marseille Ancien conseiller d'arrondissement |
|              |                           |                             |                   | |
| 1945         | 1949                      | Ludovic Trouin (1902-1991)  | PCF               | Métallurgiste |
| 1949         | 1955                      | Paul Louchon (1901-1979)    | RPF puis ARS      | Commerçant en fruits et légumes Marseille |
| 1955         | 1967                      | Daniel Matalon              | SFIO puis DVG     | Employé de banque puis transitaire Député (1962-1967) |
| 1967         | 1973                      | Robert Vigouroux            | SFIO puis PS      | Professeur de médecine |
| 1973         | 1985                      | Édouard Heyraud (1908-1986) | PS                | Instituteur Conseiller municipal de Marseille |
| 1985         | 1992                      | Michel Coullomb             | PS                | Employé EDF Secrétaire de la Fédération FO des industries de l’énergie électrique et du gaz (1969-1978) Maire du 3ème secteur de Marseille (1983-1989)                           |
| 1992         | 1998                      | Roland Blum                 | UDF-DL            | Avocat Député (1986-2012) Maire du 6e secteur de Marseille |
| 1998         | 2004                      | Christophe Masse            | PS                | Employé d'un laboratoire pharmaceutique Conseiller municipal de Marseille (2001-2002) Député (2002-2007)                                                                         |
| mars 2004    | décembre 2004 (démission) | Roland Blum                 | UMP               | Avocat Député Maire du 6e secteur de Marseille |
| janvier 2005 | 2015                      | Maurice Rey                 | UMP               | Adjoint au maire de Marseille (2008-2014) Conseiller municipal délégué de Marseille (2014-2020) (Opérations funéraires et Cimetières), élu en 2015 dans le canton de Marseille-7 |

### Conseillers d'arrondissement (de 1833 à 1940)
| Période                                  | Période | Identité                   | Étiquette                | Qualité |
| ---------------------------------------- | ------- | -------------------------- | ------------------------ | --- |
| 1901                                     | 1907    | Paul Boudon                | Socialiste               | Directeur de l'école Menpenti à Marseille                                                                   |
| 1907                                     | 1909    | Louis Lisbonis (1875-1939) |                          | Industriel, Président du Syndicat général des industries du bâtiment, juge au Tribunal de commerce          |
| 1913                                     | 1919    | Léopold Roubaud            | Républicain progressiste | Négociant, propriétaire                                                                                     |
| 1919                                     | 1922    | Georges Fabre              |                          | Avocat, ancien combattant                                                                                   |
| 1922                                     | 1925    | Léopold Roubaud            | URD                      | Président du Conseil d'arrondissement                                                                       |
| 1925                                     | 1928    | Ernest Rouvier             | SFIO                     | Directeur des hospices de Marseille                                                                         |
| 1928                                     | 1931    | Adolphe Giraud             | SFIO                     | Adjoint au maire de Marseille                                                                               |
| 1931                                     | 1934    | Marcel Grand               | Droite                   | Courtier maritime à Marseille                                                                               |
| 1934                                     | 1937    | Adolphe Giraud             | SFIO                     | Adjoint au maire de Marseille                                                                               |
| 1937                                     | 1940    | Michel Tissot              | Nationaliste             | Président du comité d'intérêts et du syndicat des patrons-pécheurs de Marseille                             |
| 1940                                     |         |                            |                          | Les conseils d'arrondissement ont été suspendus par la loi du 12 octobre 1940 et n'ont jamais été réactivés |
| Les données manquantes sont à compléter. |         |                            |                          | |

## photos du canton
|  |  |

## Démographie
| 1982 | 1990   | 1999   | 2006   | 2011   | 2012   |
| ---- | ------ | ------ | ------ | ------ | ------ |
| -    | 29 540 | 29 982 | 33 945 | 34 097 | 34 274 |